# Julian Anthony
Julian Anthony is een Nederlandse dj en producer. Hij staat bekend om zijn sets binnen house en elektronische muziek, en treedt op in clubs en festivals in Nederland en daarbuiten. Hij maakt gebruik van vinyl en digitale apparatuur, en bracht muziek uit op labels als Beeyou Records, Dungeon Meat en X-Kalay.

## Biografie
Julian Anthony groeide op in Nederland met invloeden van soul, funk, disco en Caribische muziek. Zijn eerste optredens vonden plaats in de Utrechtse undergroundscene, met name via de collectieven Slapfunk records en Tripmode.

## Carrière
Anthony’s eerste internationale doorbraak kwam met het nummer Raspberry Flurry, uitgebracht op het Londense label Beeyou Records. In 2024 volgde de EP 7 To Smoke op Dungeon Meat, een minimal house-release die goed werd ontvangen binnen het genre.
Hij trad op tijdens het Amsterdam Dance Event en in clubs zoals Shelter (Amsterdam) en Fabric (Londen). Daarnaast gaf hij sets op internationale podia in onder meer Londen, Berlijn, Buenos Aires en Sydney.

## Muzikale stijl
Zijn stijl combineert elementen van minimal house, garage, funk en soul. Anthony draait zowel vinyl als digitaal. Hij benadrukt dat hij de voorkeur geeft aan vinyl vanwege de dynamiek en creatieve controle die dit biedt.
In interviews geeft hij aan dat het creatieve proces bij hem niet lineair verloopt; hij keert regelmatig terug naar onvoltooide tracks en laat zich leiden door gevoel en spontaniteit.

## Persoonlijk leven
In november 2024 werd Anthony vader van een dochter. Hij combineert het vaderschap met zijn werk als dj en producer. Zijn culturele achtergrond speelt een rol in zijn uitstraling en stijl, waarbij hij verwijst naar Surinaamse, Indonesische en inheemse Amerikaanse wortels.

## Toekomst
Anthony werkt aan nieuwe releases op X-Kalay en Fabric Records, en overweegt het starten van een eigen label. In 2025 zijn samenwerkingen gepland met onder meer Fafi Abdel Nour en Elias Mazian.